# Xã Salem, Quận Warren, Ohio
Xã Salem (tiếng Anh: Salem Township) là một xã thuộc quận Warren, tiểu bang Ohio, Hoa Kỳ. Năm 2010, dân số của xã này là 4.389 người.